# Monument für die Dritte Internationale

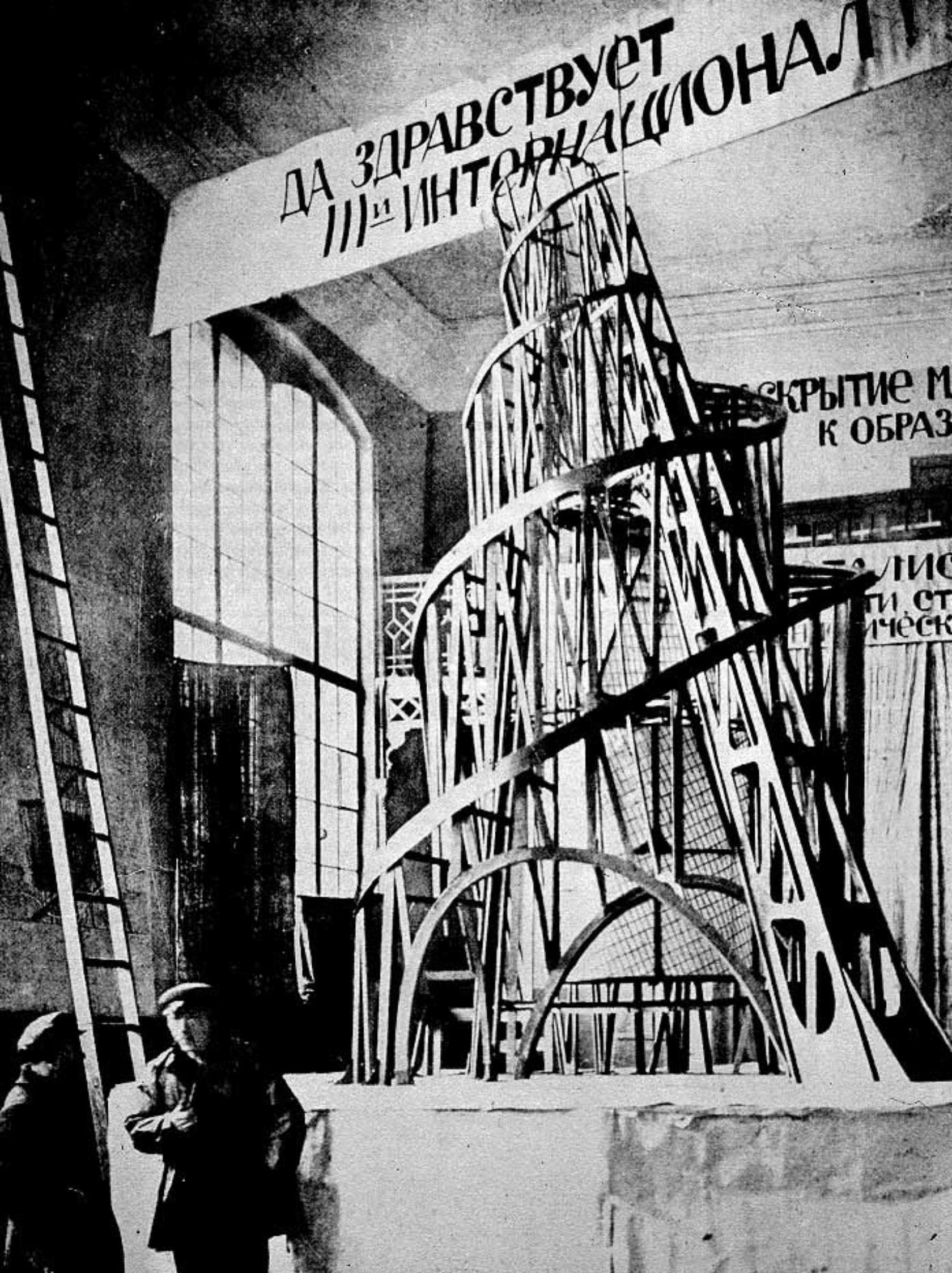
Tatlin (rechts) und ein Assistent vor dem Modell des Turms im Studio für Material, Volumen und Konstruktion in den Staatlichen Freien Kunststudios (heute Russische Kunstakademie) (November 1920)

Das Monument der Dritten Internationale (russisch Проект памятника III Коммунистического Интернационала Proekt pamjatnika III Kommunistitscheskogo Internazionala), ursprünglich Denkmal für die Revolution, oft nur als Tatlin-Turm bezeichnet, war ein 400 m hohes Turmprojekt des russischen Künstlers Wladimir Tatlin, von dem nur ein Modell umgesetzt wurde. Das Modell wurde zwischen März und November 1920 in Petrograd erbaut und anschließend der Öffentlichkeit präsentiert.
Das Projekt hat, obwohl es nie realisiert wurde, eine enorme Rezeption erfahren und ist einer der bekannten Entwürfe der sowjetischen Avantgarde.

## Geschichte
Tatlins Bestreben, ein Monument zu errichten, geht auf Lenins Plan für Monumentalpropaganda zurück. Lenin forderte die Entfernung von Denkmälern des Kaiserreichs und die Errichtung neuer Revolutionsdenkmäler. Tatlin arbeitete ab 1919 an einem solchen Projekt. Bis zum Beginn des Baus des Modells unterlag die Idee einem starken Wandel.
Tatlin baute das Modell für ein Revolutionsdenkmal mit seinen Mitarbeitern in seinem im Frühling 1919 gegründeten Studio für Material, Volumen und Konstruktion in den Staatlichen Freien Kunststudios (die Räumlichkeiten beherbergen heute die Mosaikwerkstatt der Russische Kunstakademie). Die beteiligten Mitarbeiter waren T. Schapiro, Iosif Meerson, Pawel Winogradow, Ptschelnikowa, Terletski, Dormidontow, Stakanow sowie Chapajew. Das Modell wurde im vom 8. November bis zum 1. Dezember 1920 der Öffentlichkeit präsentiert. Im Rahmen dieser Ausstellung wurde das Denkmal erstmals als Monument für die Dritte Internationale bezeichnet.
Am 14. Dezember 1920 wurde im Paul-Cézanne-Club in Moskau eine Diskussion über die ideologischen, ästhetischen und nützlichen Aspekte des Projekts diskutiert, sowie die Möglichkeiten einer konstruktiven Umsetzung. Auf der Diskussion waren unter anderem El Lissitzky, Naum Gabo, Ossip Brik, sowie Wladimir Majakowski anwesend.
Im Dezember wurde das Modell abgebaut und in Moskau auf der Ausstellung zu Ehren des achten Sowjetkongresses ausgestellt, die ab Ende Dezember 1920 im Haus der Gewerkschaften gezeigt wurde. Die Ausstellung, die auch als Erste sowjetische Handelsausstellung bekannt ist, war von der Zentralen Presseagentur unter ihrem Leiter Boris Malkin organisiert. Das Modell verblieb in diesem Gebäude und wurde bei der zweiten sowjetischen Handelsausstellung, der Ausstellung zu Ehren der Dritten Internationale im Sommer 1921 präsentiert. Dort verblieb das Modell bis mindestens 1922.
1925 wurde für die Maiparade in Leningrad von Kunststudenten eine Kopie des Turms gebaut. Dieses Modell ist jedoch deutlich massiver und weniger dynamisch. Tatlin selbst schuf 1925 ein kleines und vereinfachtes Modell für die Exposition internationale des arts décoratifs et industriels modernes in Paris, wo es in der sowjetischen Abteilung im Grand Palais ausgestellt wurde.

## Architektur
Der Turm sollte eine gigantische Maschine werden, die Konferenzräume, Aufzüge, eine Treppe und einen Radiosender beherbergen und deren Säule im Inneren sich nach den Gestirnen ausrichten können sollte. Tatlins Werk sollte die Dynamik der Revolution widerspiegeln. Es sollte aus industriellen Materialien bestehen: Eisen, Glas und Stahl. Der Turm hätte 400 Meter hoch werden sollen.
Der Entwurf sah eine spiralförmig gewundene Stahlkonstruktion vor, durch die ein schräger Mast geht, um den sich drei gläserne Körper drehen. Die von der Doppelspirale umgebenen Zylinder, Pyramide und Halbkugel, waren so geplant, dass sie sich mit unterschiedlichen Geschwindigkeiten drehen. Das Restaurant und die Tagungsräume auf dem ersten Plateau sollten sich einmal im Monat um die eigene Achse drehen. Der mittlere Teil hätte sich nach einer Woche um die eigene Achse gedreht, während der Glaszylinder auf der Spitze sich einmal am Tag gedreht hätte.
Das ehrgeizige Architekturprojekt wurde aus Kostengründen nicht gebaut, gilt aber bis heute als Architekturikone.